# Christoph Rassy
Christoph Rassy (* 1934; † 8. November 2021) war ein deutscher, in Schweden lebender Segelbootkonstrukteur und Gründer der Bootswerft Hallberg-Rassy.

## Leben
Christoph Rassy wuchs am Starnberger See auf und erlernte nach Abschluss seiner schulischen Laufbahn zunächst Glaser, dann Schiffbau bei einer am Bodensee gelegenen Werft, deren Schiffe jedoch in ihrer Größe nicht an Hochseesegelyachten herankamen. Deshalb ging er 1960 nach Schweden und fand dort Arbeit bei Karl-Erik Andersson auf einer Werft in Nötesund, einem auf Orust gelegenen Ort. Während seiner Tätigkeit für die Werft nutzte er die Abende, um selbst ein Holzboot zu bauen, mit dem er später Regattasilber gewann. Das Boot konnte er gewinnbringend weitergeben.
In dieser Zeit erwarb Rassy das Werftgebäude in Kungsviken. Dort beschäftigte er sich zunächst mit der Anfertigung von Einzelstücken aus Vollholz. Sein erstes, 35 Fuß langes Serienboot war die Rasmus 35, die 1966 vom weltweit bekannten Schiffskonstrukteur Olle Enderlein gezeichnet wurde. Die ersten zwei Schiffe besaßen einen Rumpf aus Mahagoni, ab 1969 wurde glasfaserverstärkter Kunststoff verwendet. Merkmal der Rasmus 35 waren das durch eine Windschutzscheibe geschützte Mittelcockpit, eine starke Maschine und eine Achterkajüte – Merkmale, die bis heute bei Hallberg-Rassy-Yachten vorzufinden sind.
1972 übernahm Christoph Rassy Harry Hallbergs Werft und nannte sie in Hallberg-Rassy, kurz HR, um.
2003 gab Christoph Rassy die Leitung seines Unternehmens an seinen Sohn Magnus weiter.